# Szelomo Benizri

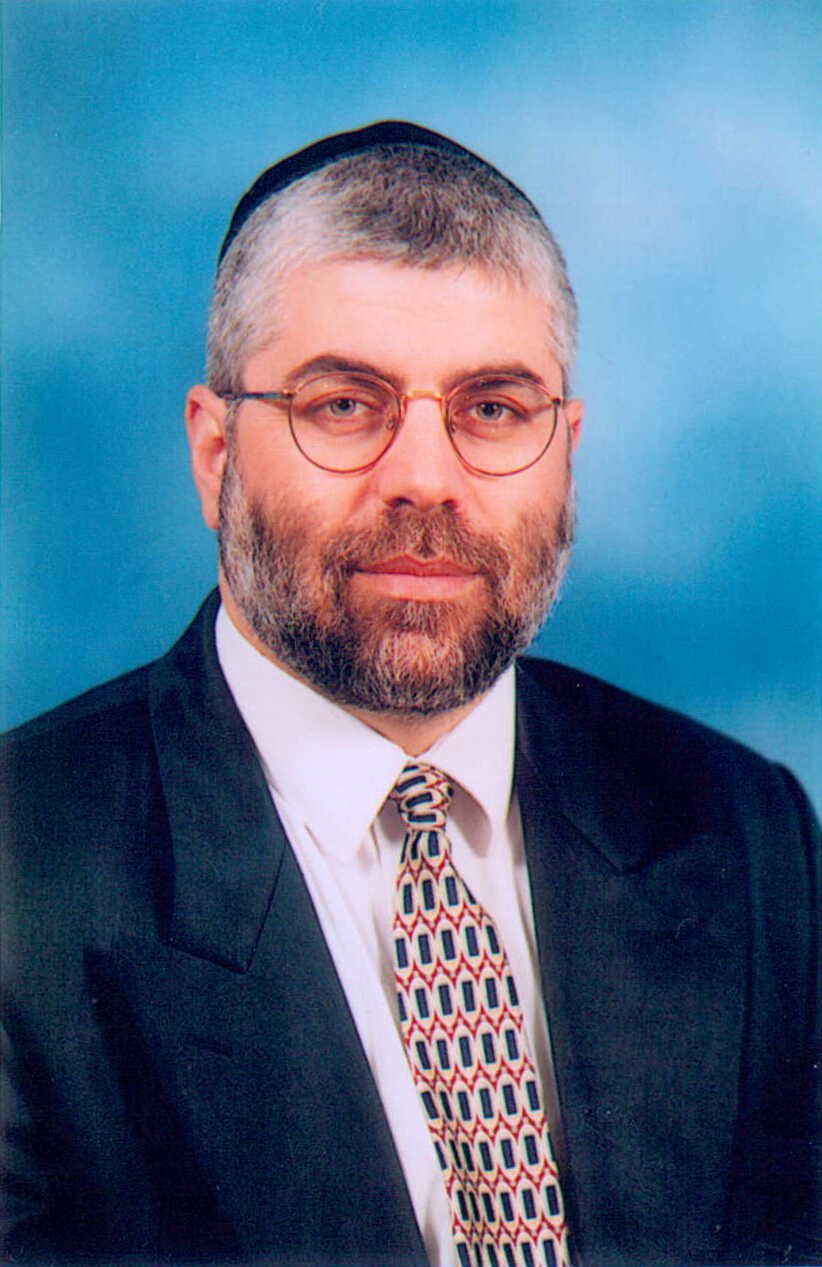
Szelomo Benizri

Szelomo Benizri (hebr. שלמה בניזרי, ur. 7 lutego 1961) – izraelski polityk, członek partii Szas. Od 1996 do 2001 był wiceministrem zdrowia, ministrem zdrowia oraz ministrem pracy i spraw społecznych.
29 marca 2006 został oskarżony przez prokuratora generalnego o łapówkarstwo i nadużywanie publicznego zaufania. Był podejrzany o przyjęcie milionów szekli od swojego przyjaciela Mosze Sela, w zamian za udzielenie mu informacji ministerialnych dotyczących cudzoziemskich pracowników mających przybyć do Izraela. Benizri był numerem 6 na liście Szasu do wyborów parlamentarnych z 26 marca 2006 roku. Po wyborach prokurator generalny Menachem Mazuz powziął decyzję o kontynuowaniu procesu.
W lutym 2008 roku stwierdził, iż trzęsienia ziemi jakie nawiedzały ostatnio Izrael to konsekwencja krajowej legislacji praw dotyczących mniejszości seksualnych.